# The English Concert
The English Concert es una orquesta que utiliza instrumentos originales fundada en 1972 por Trevor Pinnock, clavecinista, organista y director musical. En sus inicios interpretaba música de los siglos XVII y XVIII. 
El primer concierto público tuvo lugar en mayo de 1973 durante el English Bach Festival y desde entonces ha destacado en interpretación historicista, sobresaliendo su personalidad artística y rigor musicológico. Aumentaron la plantilla artística conjuntamente con la mejora y ampliación del repertorio con sinfonías de Haydn (las Sturm und Drang) y Mozart (la integral). Las esencias identitarias y características de The English Concert son la homogeneidad del sonido de las diferentes familias instrumentales y el equilibrio entre ellas. La discografía es amplísima; la calidad y excelencia de varias de sus grabaciones han sido reconocidas con prestigiosas distinciones como los Grammophone Awards por la misa Nelson de Haydn y por los concerti grossi de Corelli.